# Transport públic de Lleida
El transport públic de Lleida és la agrupació dels transports interns de la província de Lleida i això inclou els autobusos interurbans, Rodalies de Catalunya, FGC, i els vols de l'aeroport de Lleida-Alguaire.

## Operador
| Servei                | Operador                 | Línies |
| --------------------- | ------------------------ | --- |
| Rodalies              | FGC                      | |
| Regionals             | Rodalies de Catalunya    | |
| Expres.cat            | Generalitat de Catalunya | e1 e2 e3 e4 |
| Autobusos interurbans | Generalitat de Catalunya | 101 102 103 104 105 106 107 108 109 110 111 112 113 114 115 116 117 118 119 120 121 122 123 124 126 127 128 129 130 131 132 201 202 203 204 205 206 301 302 303 304 305 306 307 308 309 310 311 312 313 314 315 316 317 318 319 401 402 403 501 503 504 505 506 507 508 509 510 511 |

Els operadors del servei de exprés.cat i del autobús interurbà estan operats per operadors externs però està gestionat per la Generalitat de Catalunya que es qui dona la consecució.

## FGC

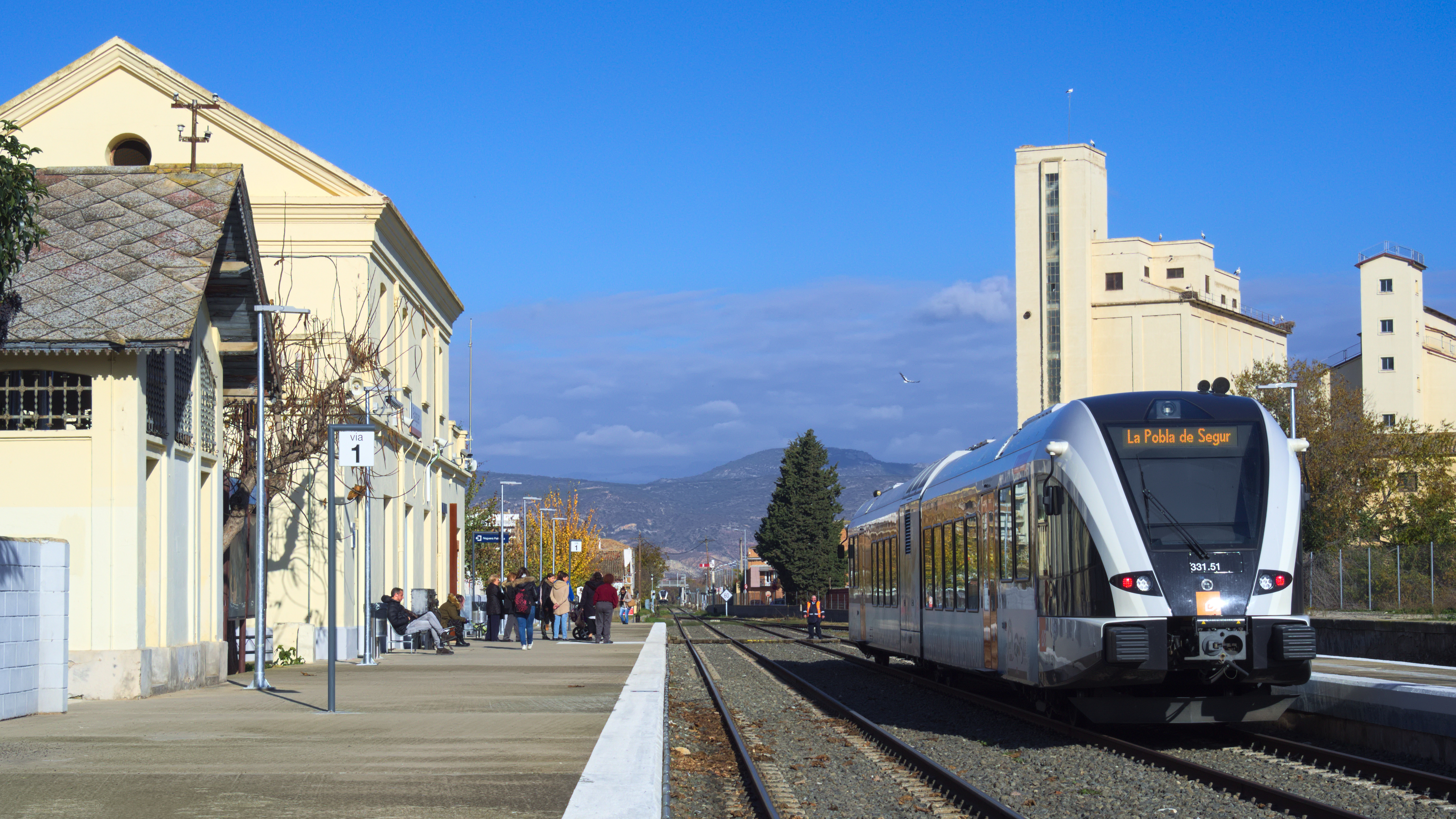
Tren que fa el servei de la linina RL1 i RL2
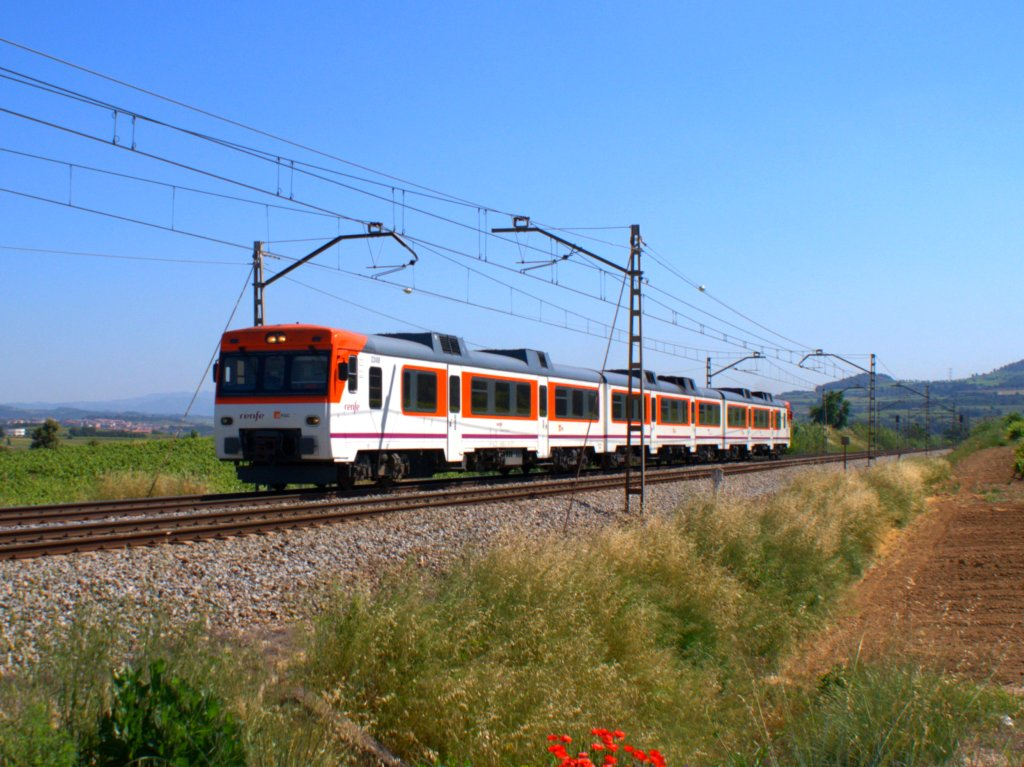
Antic tren que feia el servei entre Lleida i La Pobla de Segur (Propietat de Renfe)
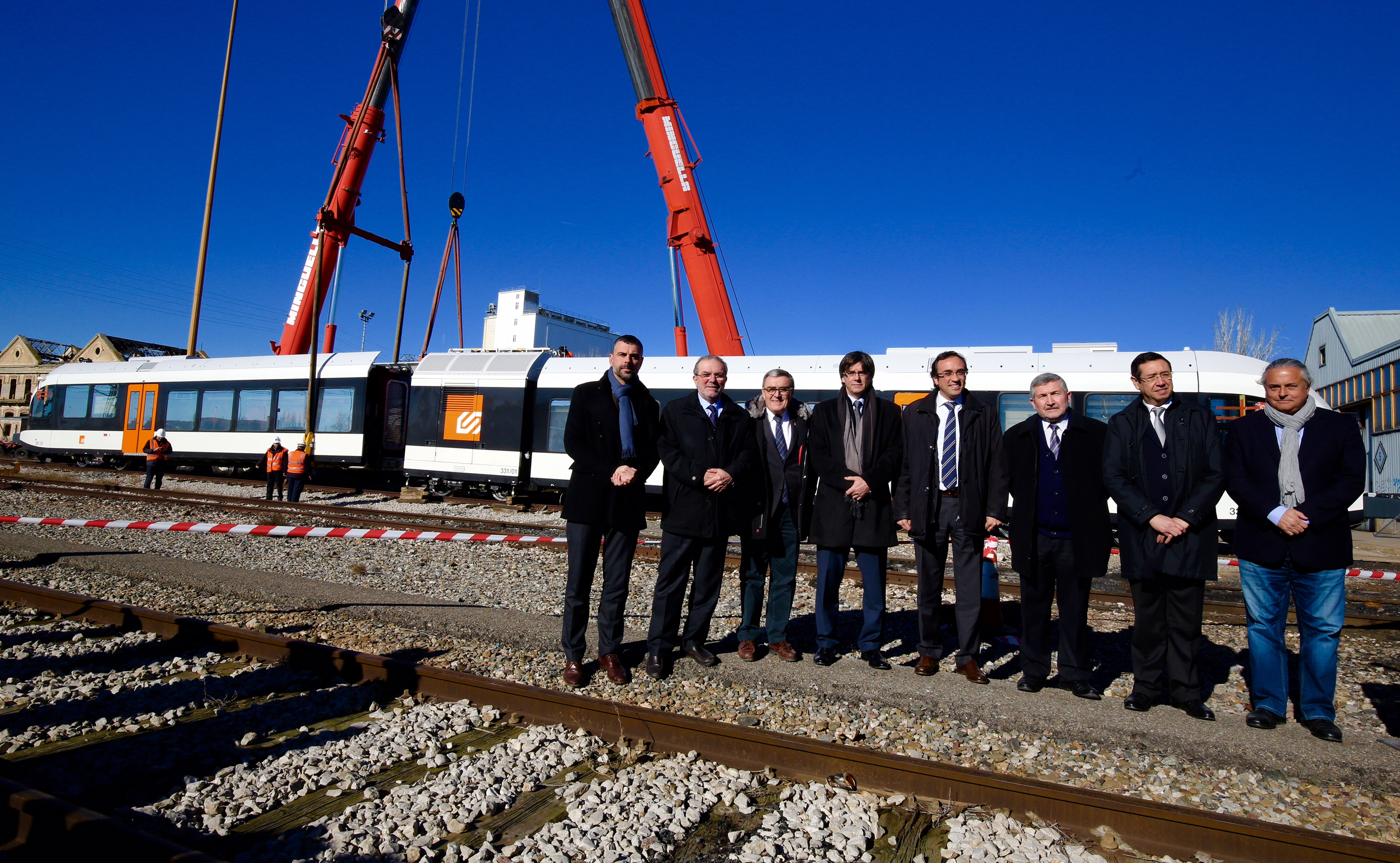
Col·locació del nous trens de la línia R1 i R2

| Línia | Orígens | Destí             | Horari                                | Operador | Serveis |
| ----- | ------- | ----------------- | ------------------------------------- | -------- | ------- |
|       | Lleida  | Balaguer          | Arxivat 2019-11-13 a Wayback Machine. |          |         |
|       | Lleida  | La pobla de segur | Arxivat 2019-11-13 a Wayback Machine. |          |         |

La operació la realitza Ferrocarrils de la Generalitat de Catalunya.

## Rodalies de Catalunya

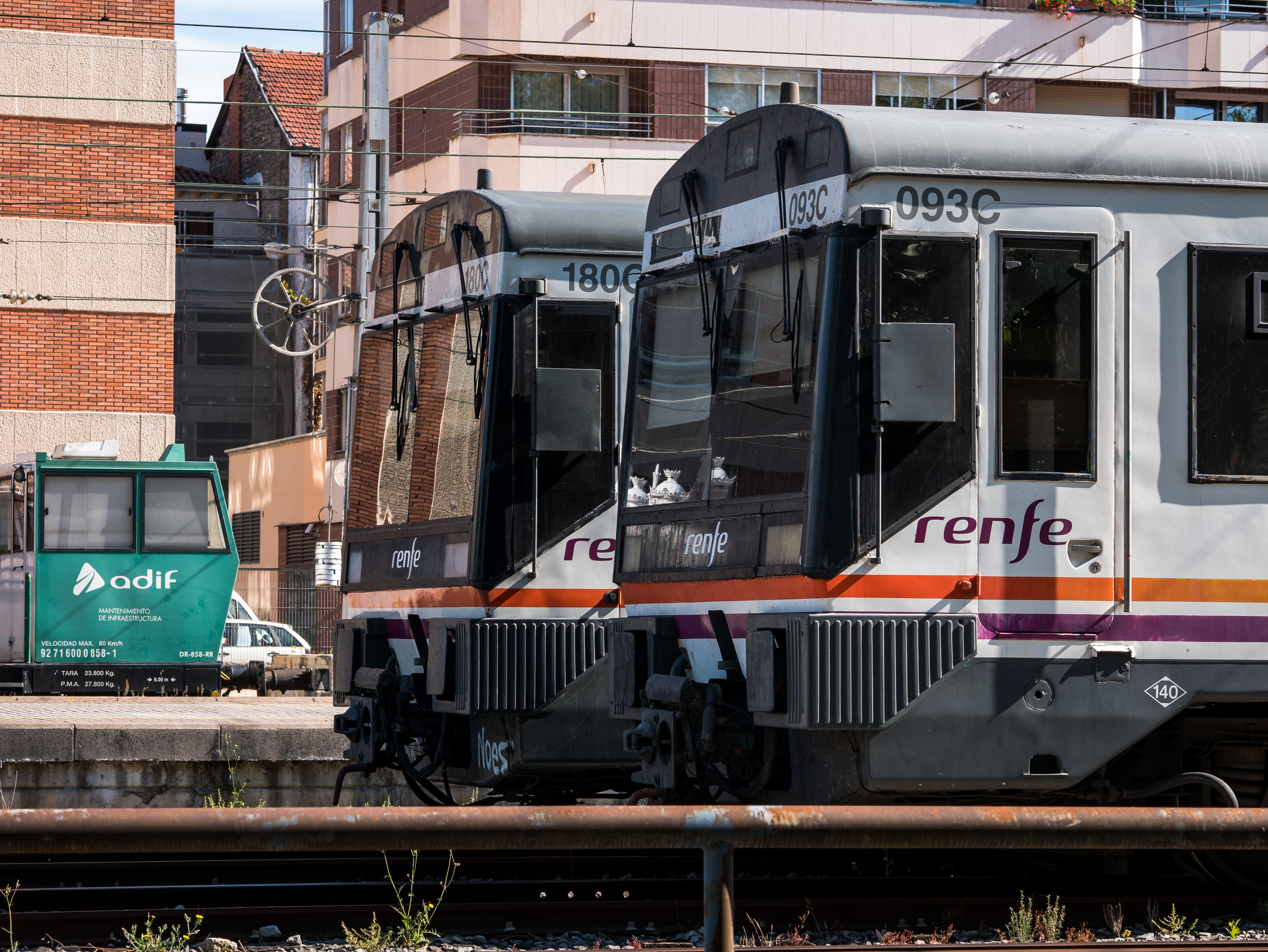
Tren de la serie 470
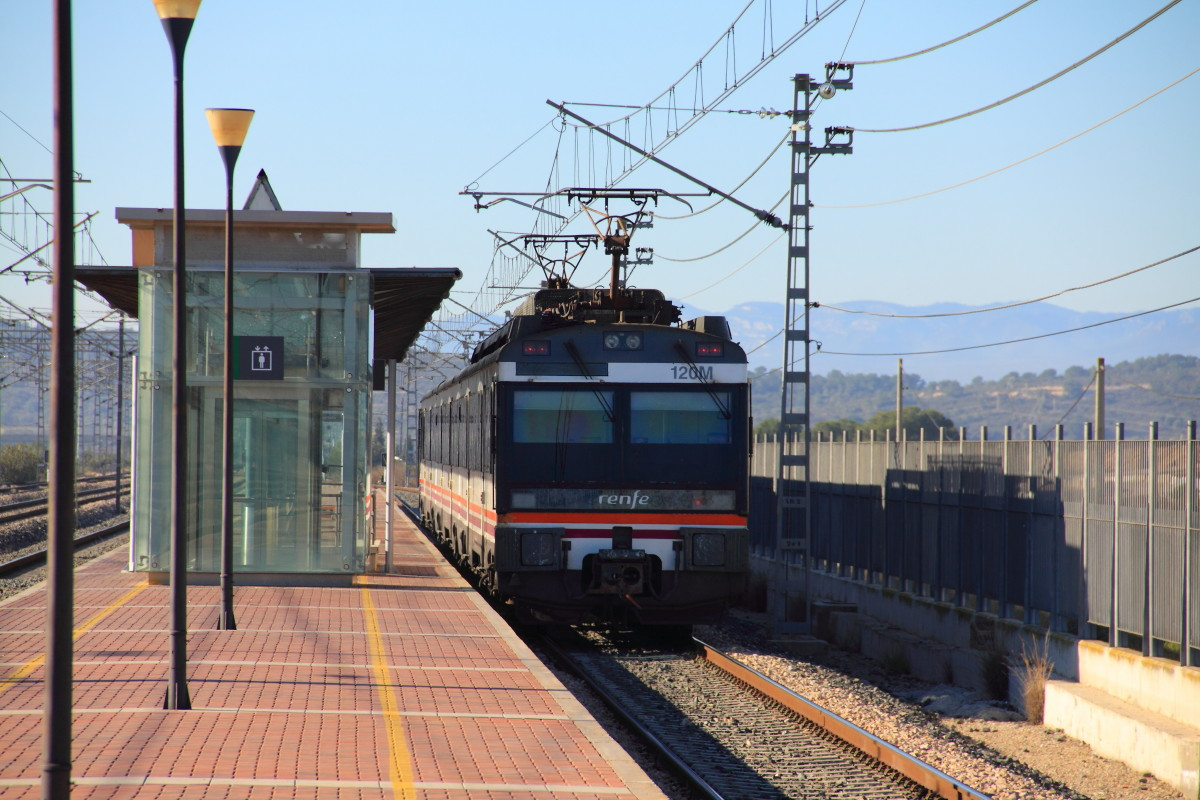
Tren de la serie 470 que fa el servell de la  R13 i R14
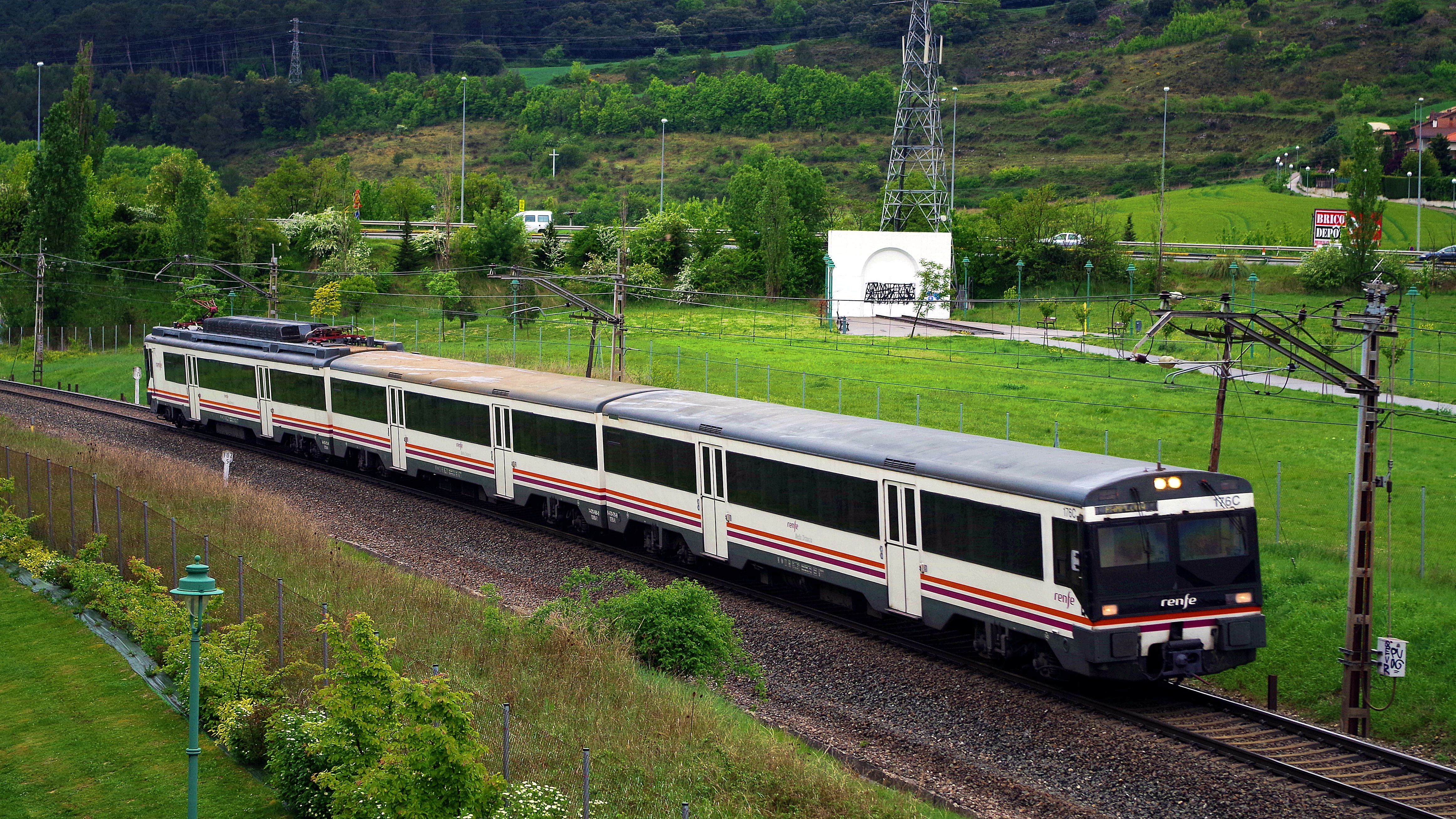
Tren de renfe que fa el serveill de la R13 R14
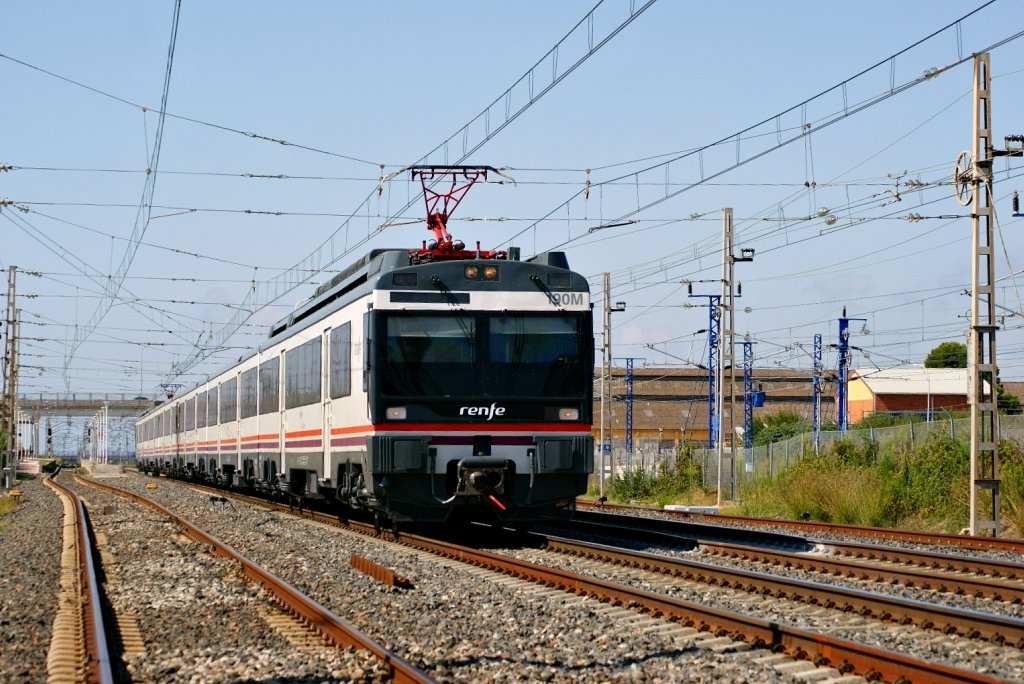
Tren de la línia R13

| Línia | Orígens | Destí                      | Horari | Operador | Serveis |
| ----- | ------- | -------------------------- | ------ | -------- | ------- |
| *     | Lleida  | Cerverat                   |        |          |         |
| *     | Lleida  | Terrassa Estació del Nordt |        |          |         |
| *     | Lleida  | Vinaixa                    |        |          |         |
| *     | Lleida  | Vinaixa                    |        |          |         |

La operació la realitza Renfe, ja que és qui gestiona Rodalies de Catalunya
*Els trens que continuen fora de la demarcació de Lleida per informar-se s'ha de mirar els horaris ja que són trens regionals.

## Autobusos interurbans
| Llinia | Orígens               | Destí                    | Horari | Operador           |
| ------ | --------------------- | ------------------------ | ------ | ------------------ |
| 101    | Lleida                | Ivars                    |        | Gamón              |
| 102    | Lleida                | Albesa                   |        | Gamón              |
| 103    | Lleida                | Balager                  |        |                    |
| 104    | Lleida                | Rocallauna               |        |                    |
| 105    | Lleida                | Menargues                |        |                    |
| 106    | Lleida                | La Passarel·la           |        |                    |
| 107    | Lleida                | Tiurana                  |        |                    |
| 108    | Lleida                | Solsona                  |        |                    |
| 109    | Lleida                | Cervera                  |        |                    |
| 110    | Lleida                | La Gùardiola             |        |                    |
| 111    | Lleida                | Barben                   |        | Autocars del Pla   |
| 112    | Lleida                | Vila-sana                |        | Autocars Salvia    |
| 113    | Lleida                | Els alamus               |        | Autocars Agramunt  |
| 114    | Lleida                | Puiggros                 |        |                    |
| 115    | Lleida                | Tarrega                  |        |                    |
| 116    | Lleida                | Tarres                   |        |                    |
| 117    | Lleida                | Les Borgues Blanques     |        |                    |
| 118    | Lleida                | La pobla de cervoles     |        |                    |
| 119    | Lleida                | Juncosa                  |        | Autocars Solé Seró |
| 120    | Lleida                | l'Albagés                |        | Marfina Bus        |
| 121    | Lleida                | El Cogul                 |        | Marfina Bus        |
| 122    | Lleida                | Torres de Segre          |        | Marfina Bus        |
| 123    | Lleida                | Bovera                   |        |                    |
| 124    | Lleida                | Almatret                 |        |                    |
| 126    | Lleida                | La Granja d'Escarp       |        | Gamón              |
| 127    | Lleida                | Santa Maria de Gimenells |        | Morell             |
| 128    | Lleida                | Alpicat                  |        | Morell             |
| 129    | Lleida                | Almacelles               |        | Lax                |
| 130    | Lleida                | Aeroport Lleida Alguaire |        | Gamón              |
| 131    | Lleida                | Cervera                  |        |                    |
| 132    | Lleida                | Montagut                 |        |                    |
| 201    | Balaguer              | Almenar                  |        | Gamón              |
| 202    | Balaguer              | Menàrguens               |        |                    |
| 203    | Balaguer              | Albesa                   |        | Gamón              |
| 204    | Balaguer              | Vilanova de la Sal       |        |                    |
| 205    | Balaguer              | Tàrrega                  |        |                    |
| 206    | Balaguer              | Mollerussa               |        |                    |
| 301    | Mollerussa            | Bellvís                  |        | Autocars Salvia    |
| 302    | Tàrrega               | Barbens                  |        | Autocars del Pla   |
| 303    | Mollerussa            | Sidamon                  |        | Autocars Salvia    |
| 304    | Puiggròs              | Les Borges Blanques      |        |                    |
| 305    | Les Borges Blanques   | Mollerussa               |        |                    |
| 306    | Barcelona             | La Farga de Moles        |        |                    |
| 307    | Ponts                 | Manresa                  |        |                    |
| 308    | Sanaüja               | Guissona                 |        | Cots Alsina        |
| 309    | Torà                  | Guissona                 |        | Cots Alsina        |
| 310    | Torà                  | Tàrrega                  |        | Cots Alsina        |
| 311    | Mont-roig             | Guissona                 |        | Cots Alsina        |
| 312    | El Mas de Bondia      | Cervera                  |        | Cots Alsina        |
| 313    | Vallfogona de Riucorb | Tàrrega                  |        | Autocars Agramunt  |
| 314    | Bellmunt de Segarra   | Cervera                  |        | Cots Alsina        |
| 315    | Talavera              | Cervera                  |        | Cots Alsina        |
| 316    | Seana                 | Els Omells de Na Gaia    |        | Autocars del Pla   |
| 317    | Rocallaura            | Bellpuig                 |        | Autocars del Pla   |
| 318    | Bellmunt de Segarra   | Sant Guim de Freixenet   |        | Cots Alsina        |
| 319    | Torrefeta             | Concabella               |        | Cots Alsina        |
| 401    | Alcarràs              | Torres de Segre          |        | Marfina Bus        |
| 402    | Almacelles            | Raïmat                   |        | Morell             |
| 403    | Barcelona             | Alfarràs                 |        |                    |
| 501    | Barcelona             | Artesa de Segre          |        |                    |
| 503    | Cervera               | Solsona                  |        | Cots Alsina        |
| 504    | Torà                  | Cervera                  |        | Cots Alsina        |
| 505    | Cervera               | l'Ametlla de Segarra     |        | Cots Alsina        |
| 506    | Cervera               | Santa Coloma de Queralt  |        | Cots Alsina        |
| 507    | Cervera               | Sant Guim de Freixenet   |        | Cots Alsina        |
| 508    | Tordera               | Cervera                  |        | Cots Alsina        |
| 509    | Palouet               | Guissona                 |        | Cots Alsina        |
| 510    | Mont-roig             | Cervera                  |        | Cots Alsina        |
| 511    | Tarroja de Segarra    | Sant Ramon               |        | Cots Alsina        |

| Repartiment de mercar dels Autobusos interurbans | Repartiment de mercar dels Autobusos interurbans | Repartiment de mercar dels Autobusos interurbans |
| Operadora                                        | Numero de línies                                 | % De línies                                      |
| ------------------------------------------------ | ------------------------------------------------ | ------------------------------------------------ |
| Alsa                                             | 27                                               | 39,13%                                           |
| Cots Alsina                                      | 18                                               | 26,09%                                           |
| Gamón                                            | 6                                                | 8,70%                                            |
| Autocars del Pla                                 | 4                                                | 5,80%                                            |
| Marfina Bus                                      | 4                                                | 5,80%                                            |
| Autocars Salvia                                  | 3                                                | 4,35%                                            |
| Morell                                           | 3                                                | 4,35%                                            |
| Autocars Agramunt                                | 2                                                | 2,90%                                            |
| Autocars Solé Seró                               | 1                                                | 1,44%                                            |
| Lax                                              | 1                                                | 1,44%                                            |
| Total                                            | 69                                               | 100%                                             |

## Exprés.cat
| Llinia | Orígens | Destí               | Horari | Operador  | Serveis |
| ------ | ------- | ------------------- | ------ | --------- | ------- |
| e1     | Lleida  | Cervera             |        | Alsa      |         |
| e2     | Lleida  | Alfarràs            |        | Gamón     |         |
| e3     | Lleida  | Alcarràs            |        | Gamón     |         |
| e4     | Lleida  | Alpicat             |        | Morell    |         |
| e5     | Lleida  | Almacelles          |        | Lax/Gamón |         |
| e6     | Lleida  | Les Borges Blanques |        | Alsa      |         |

| Repartiment de mercar del Exprés.cat | Repartiment de mercar del Exprés.cat | Repartiment de mercar del Exprés.cat |
| Operadora                            | Numero de línies                     | % De línies                          |
| ------------------------------------ | ------------------------------------ | ------------------------------------ |
| Gamón                                | 3                                    | 50%                                  |
| Alsa                                 | 2                                    | 34%                                  |
| Morell                               | 1                                    | 16%                                  |
| Total                                | 6                                    | 100%                                 |

## Vols aeroport Lleida-Alguaire
| Llinia     | Orígens           | Destí             | Horari | Operador |
| ---------- | ----------------- | ----------------- | ------ | -------- |
| AirNostrum | Lleida - Alguaire | Palma             |        |          |
| AirNostrum | Palma             | Lleida - Alguaire |        |          |
| AirNostrum | Lleida - Alguaire | Maó               |        |          |
| AirNostrum | Maó               | Lleida - Alguaire |        |          |
| AirNostrum | Lleida - Alguaire | Eivissa           |        |          |
| AirNostrum | Eivissa           | Lleida - Alguaire |        |          |

Els vols del aeroport Lleida-Alguaire són exteriors i per tan els orígens o els destins sempre són fora de la província de Lleida.

## Repartiment de mercat
| Repartiment de mercat per viatges (2016)    | Repartiment de mercat per viatges (2016) | Repartiment de mercat per viatges (2016) |
| Operadora                                   | Numero de passatges                      | % De passatges                           |
| Autobusos interurbans                       | Autobusos interurbans                    | Autobusos interurbans                    |
| ------------------------------------------- | ---------------------------------------- | ---------------------------------------- |
| Alsa                                        | 739.352                                  | 40.34                                    |
| Gamón                                       | 595.269                                  | 32.48                                    |
| Marfina Bus,                                | 154.402                                  | 8.42                                     |
| Morell                                      | 150.077                                  | 8.19                                     |
| Lax                                         | 118.512                                  | 6.47                                     |
| Salvia                                      | 33.160                                   | 1.81                                     |
| Solé-Seró,                                  | 19.106                                   | 1.04                                     |
| Autocars del Pla                            | 15.835                                   | 0.86                                     |
| Cots Alsina                                 | 4.376                                    | 0.24                                     |
| Autocars Agramunt                           | 2.742                                    | 0.15                                     |
| Total                                       | 1.832.831                                | 100                                      |
| Ferrocarril                                 |                                          |                                          |
| Ferrocarrils de la Generalitat de Catalunya |                                          |                                          |
| FGC                                         | 82.290                                   | 51.16                                    |
| Total                                       | 82.290                                   | 51.16                                    |
| Rodalies de Catalunya                       |                                          |                                          |
| Renfe                                       | 78.569                                   | 48.84                                    |
| Total                                       | 78.569                                   | 48.84                                    |
| Total Ferrocarril                           | 160.859                                  | 100                                      |
| Aeroport de Lleida-Alguaire                 |                                          |                                          |
|                                             |                                          |                                          |
| Total                                       |                                          |                                          |